# Dwight (Illinois)
Dwight é uma vila localizada no estado americano de Illinois, no Condado de Grundy e Condado de Livingston.

## Demografia
Segundo o censo americano de 2000, a sua população era de 4363 habitantes.
Em 2006, foi estimada uma população de 4335, um decréscimo de 28 (-0.6%).

## Geografia
De acordo com o United States Census Bureau tem uma área de
6,7 km², dos quais 6,7 km² cobertos por terra e 0,0 km² cobertos por água. Dwight localiza-se a aproximadamente 192 m acima do nível do mar.

## Localidades na vizinhança
O diagrama seguinte representa as localidades num raio de 16 km ao redor de Dwight.